# 小西灣（藍灣半島）公共運輸交匯處
小西灣（藍灣半島）公共運輸交匯處，簡稱藍灣半島巴士總站，位於香港小西灣藍灣半島地下，是柴灣區內最具規模的巴士總站，也是港島區內最多巴士路線以此作為總站和東區三大巴士總站之一。在藍灣半島落成前，大部份來往小西灣的巴士路線的總站皆設於小西灣邨巴士總站。由於路線眾多，當時小西灣邨總站共分南翼和北翼兩個部份。自啟用當日起，大部份原本以小西灣邨作總站的路線均遷入此總站。此總站取代了該總站的地位，並舒緩了其擠逼情況。
城巴路線牌以小西灣命名為終點站，沒有仿似九巴和新巴命名小西灣（藍灣半島）為終點站

## 歷史
- 2001年7月22日：啟用，新巴8號線（已遷出）、8P線、82S線、84S線（已停辦）、84M線（已停辦）、N8線（已遷出）、N8P線，城巴8S線、8X線、85線、308線、314線（已改為泳季假日特別線）、新巴319線（已停辦）、529P線（已更名）、780線（已遷出）、788線、789線、N8X線，城巴機場快線A12線、P12線（已停辦），過海隧道巴士106線、118線、118P線、606線、N118線，專線小巴61線及前往藍灣半島未命名的62線輔助線（現名為62A線）遷入。
- 2001年10月：新巴319線停辦。
- 2002年2月12日：新巴308線停辦。
- 2003年6月15日：過海隧道巴士698R線投入服務，並以此站為總站。
- 2004年5月31日：城巴780線遷往柴灣（東）；過海隧道巴士606線輔助線606P線投入服務，並以此站為總站。
- 2004年9月28日：中秋節，城巴314S線只於當天服務，並以此站為總站。
- 2005年4月25日：城巴P12線停辦。
- 2005年8月23日：新巴N8線遷往杏花邨（創富道）。
- 2005年9月19日：中秋節翌日，城巴N314線只於當天服務，並以此站為總站。
- 2006年2月11日：新巴8號線遷往杏花村。
- 2006年3月19日：因應新巴8號線遷出而騰出車坑，82線遷入。
- 2006年8月21日：過海隧道巴士106線增設特快班次106P線，並以此站為總站。
- 2010年8月23日：新巴82X線投入服務，並以此站為總站；84M線取消，以82M線取代，並以此站為循環點；84S線取消。
- 2010年11月15日：過海隧道巴士606線早上南行班次分拆成606A線，並以此站為總站。
- 2012年1月1日：城巴780R線只於當天服務，並以此為總站。
- 2013年3月24日：新巴19線改由城巴營運，成為城巴19線並延長此站，與8X線提供聯合班次。
- 2013年7月14日：由於城巴529線取消並併入85線，原城巴529P線改為85線輔助線，名為85P線。
- 2013年9月2日：城巴85P線正式投入運作。
- 2013年12月16日：過海隧道巴士606系路線重組，606A線遷往耀東邨，606P線停止服務；增設606X線，並以此站為總站。
- 2014年11月16日：過海隧道巴士698R線停辦，並已於2014年11月9日最後一天提供服務[2]。
- 2016年8月22日：新巴88X線正式投入運作。
- 2017年7月23日：新巴8H線正式投入運作。
- 2018年9月2日：過海隧道巴士802線停辦，並已於同年7月15日最後一天提供服務。
- 2020年10月19日：新巴49X線正式投入運作。
- 2021年11月1日：城巴X8線、過海隧道巴士608P線正式投入運作。
- 2022年8月8日：過海隧道巴士976A線正式投入運作。
- 2022年8月15日：新巴82M線取消服務。
- 2022年8月21日：城巴19線取消服務。
- 2022年7月17日：城巴8S線取消服務。

## 路線資料

### 總站路線（巴士）

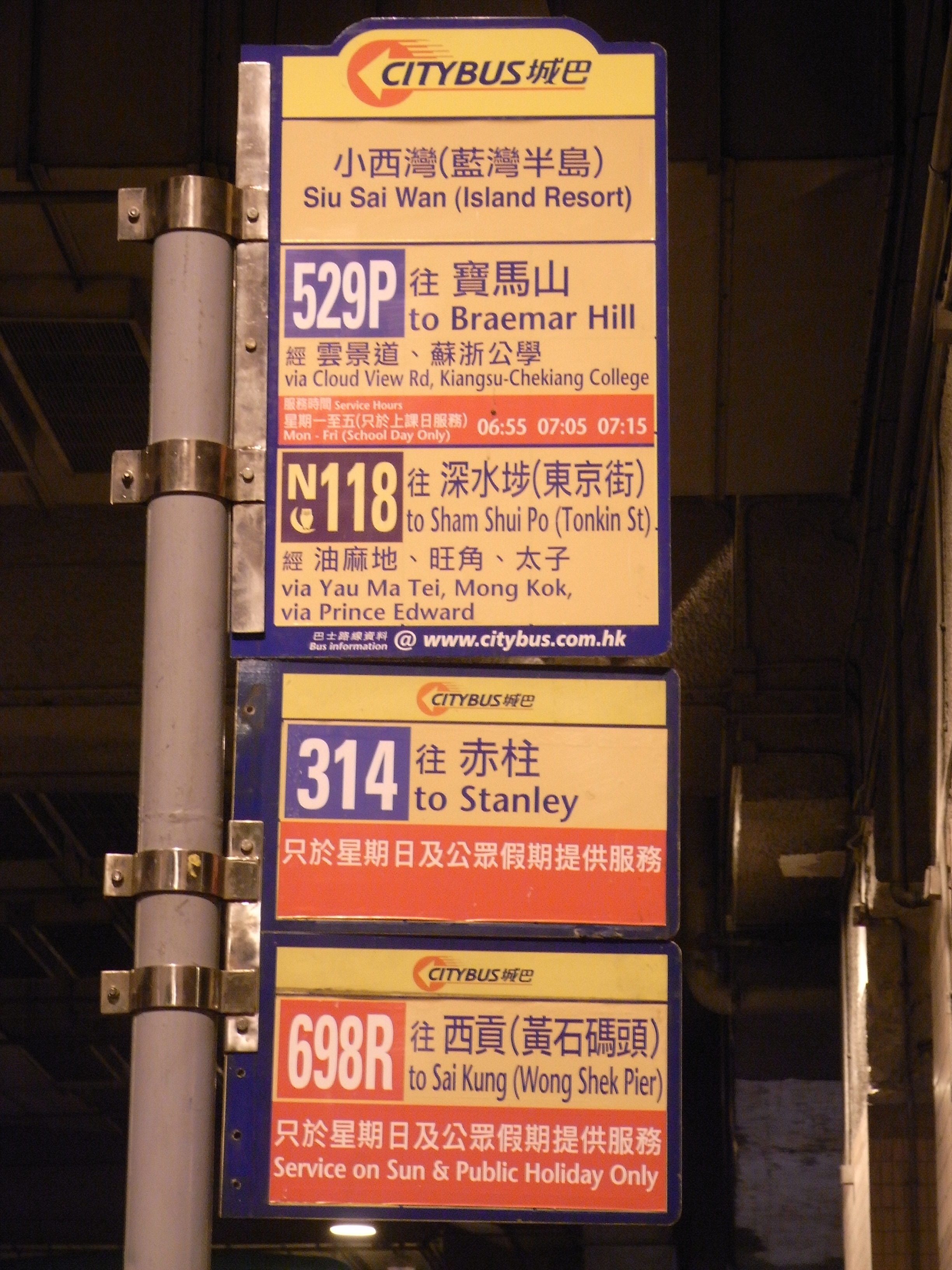
巴士總站內的城巴站牌

| 巴士路線資料 | 巴士路線資料 | 巴士路線資料                                                        | 巴士路線資料 |
| 巴士公司     | 巴士路線     | 起訖站                                                              | 備註 |
| ------------ | ------------ | ------------------------------------------------------------------- | --- |
| 城巴         | 8H           | 小西灣（藍灣半島） ↔ 銅鑼灣（東華東院）                             | |
| 城巴         | 8P           | 小西灣（藍灣半島） ↔ 會展站                                         | |
| 城巴         | 8R           | 聖保祿醫院 → 小西灣（藍灣半島）                                     | |
| 城巴         | 8X           | 小西灣（藍灣半島） ↔ 跑馬地（上）                                   | |
| 城巴         | 8X           | 小西灣（藍灣半島） ↔ 銅鑼灣（高士威道）                             | 特別班次，只於星期一至五繁忙時間提供服務。                                                                        |
| 城巴         | 49X          | 小西灣（藍灣半島） → 數碼港                                         | 只於星期一至五上午繁忙時間服務                                                                                    |
| 城巴         | 82           | 小西灣（藍灣半島） ↔ 北角碼頭                                       | |
| 城巴         | 82S          | 小西灣（藍灣半島） → 耀東（惠亨街） 筲箕灣廣場 → 小西灣（藍灣半島） | 只於上課日上學時間提供服務                                                                                        |
| 城巴         | 82X          | 小西灣（藍灣半島） ↺ 北角（民康街）                                 | |
| 城巴         | 85           | 小西灣（藍灣半島） ↺ 寶馬山                                         | 每日22:10前班次以寶馬山為循環點，22:10後班次則以北角碼頭為總站                                                    |
| 城巴         | 85P          | 寶馬山 → 小西灣（藍灣半島）                                         | 只於上課日下學時間提供服務                                                                                        |
| 城巴         | 88X          | 小西灣（藍灣半島） ↔ 堅尼地城（卑路乍灣）                           | 只於星期一至五繁忙時間服務                                                                                        |
| 城巴、九巴   | 106          | 黃大仙 ↔ 小西灣（藍灣半島）                                         | |
| 城巴、九巴   | 106P         | 黃大仙 ↔ 小西灣（藍灣半島）                                         | 只於星期一至六繁忙時間服務                                                                                        |
| 城巴、九巴   | 118          | 小西灣（藍灣半島） ↔ 長沙灣（深旺道）                               | |
| 城巴、九巴   | 118P         | 小西灣（藍灣半島） ↔ 長沙灣（深旺道）                               | 只於星期一至六繁忙時間服務                                                                                        |
| 城巴         | 314          | 小西灣（藍灣半島） ↺ 赤柱（海灘／市場／監獄）                       | 只於6至9月泳季之假日服務                                                                                          |
| 城巴、九巴   | 606          | 彩雲（豐盛街） ↔ 小西灣（藍灣半島）                                 | 星期一至六（公眾假期除外）上午9:10後服務；星期日及公眾假期上午9:10前南行班次經彩霞道，9:10後回復正常服務          |
| 城巴、九巴   | 606X         | 小西灣（藍灣半島） ↔ 九龍灣 啟業 → 小西灣（藍灣半島）               | 只在星期一至六（公眾假期除外）上午9:10前服務 只在星期一至六上午07:45及08:10及星期一至五下午18:20及18:32提供服務。 |
| 城巴         | 608P         | 小西灣（藍灣半島） ↔ 啟德                                           | 只在星期一至五（公眾假期除外）上午07:30、07:45及下午17:40、18:05提供服務                                          |
| 城巴         | 788          | 小西灣（藍灣半島） ↔ 中環（港澳碼頭）                               | |
| 城巴         | 789          | 小西灣（藍灣半島） ↔ 金鐘（樂禮街）                                 | |
| 城巴         | 976A         | 新田 ↔ 小西灣（藍灣半島）                                           | 只在星期一至五（公眾假期除外）提供服務                                                                            |
| 城巴         | X8           | 跑馬地（上） → 小西灣（藍灣半島）                                   | 只在星期一至五（公眾假期除外）上午08:15提供服務                                                                   |
| 城巴機場快線 | A12          | 小西灣（藍灣半島） ↔ 機場                                           | |
| 城巴         | N8P          | 小西灣（藍灣半島） ↺ 灣仔（港灣道）                                 | |
| 城巴         | N8X          | 小西灣（藍灣半島） ↔ 堅尼地城                                       | |
| 城巴、九巴   | N106         | 小西灣（藍灣半島） → 黃大仙                                         | 只限元旦及農曆新年服務                                                                                            |
| 城巴、九巴   | N118         | 小西灣（藍灣半島） ↔ 長沙灣（深旺道）                               | |
| 城巴         | SP11         | 啟德體育園 → 小西灣（藍灣半島）公共運輸交匯處小西灣（藍灣半島）     | |

### 途徑路線（巴士）
| 巴士路線資料 | 巴士路線資料 | 巴士路線資料                                  | 巴士路線資料 |
| 巴士公司     | 巴士路線     | 起訖站                                        | 備註         |
| ------------ | ------------ | --------------------------------------------- | ------------ |
| 城巴機場快線 | NA12         | 杏花邨 ↔ 港珠澳大橋香港口岸（經機場客運大樓） |              |
| 城巴         | 18R          | 中環（民耀街） → 杏花邨                       |              |

### 總站路線（專線小巴）

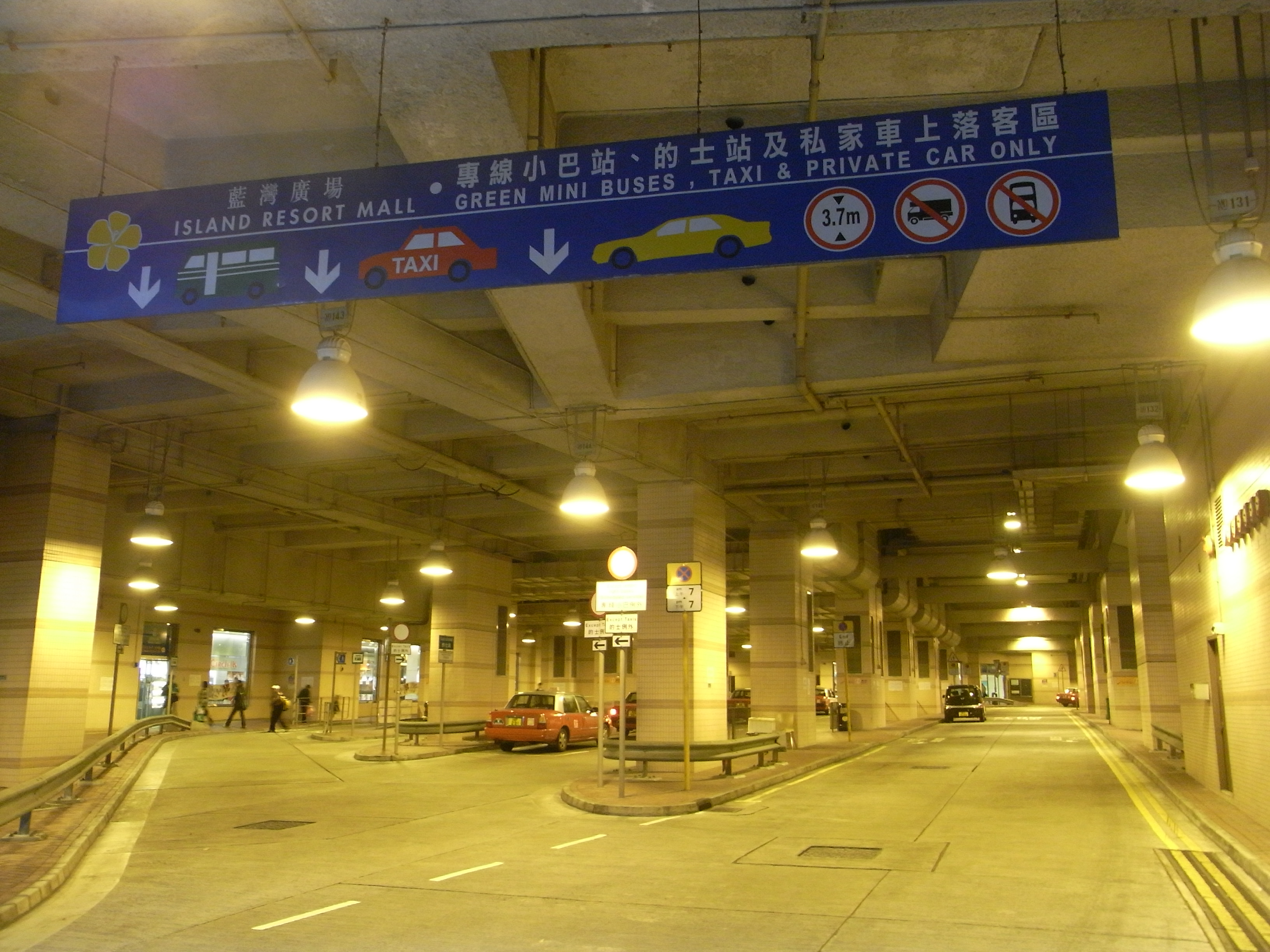
專線小巴總站部份

| 專線小巴路線資料 | 專線小巴路線資料 | 專線小巴路線資料                    | 專線小巴路線資料 |
| 營辦商           | 小巴路線         | 起訖站                              | 備註             |
| ---------------- | ---------------- | ----------------------------------- | ---------------- |
| 杏花專線小巴     | 62A              | 小西灣（藍灣半島） ↔ 杏花邨         |                  |
| 杏花專線小巴     | 61               | 小西灣（藍灣半島） ↔ 旺角（快富街） | 僅提供通宵服務   |

## 車坑分佈
| 車坑分佈                     | 車坑分佈 | 車坑分佈                                                        | 車坑分佈          | 車坑分佈                    |
| 編號                         | 寬度     | 用途 （由前至後，分隔用「；」，同一位置用「、」）               | 站柱編號          | 站柱編號                    |
| ---------------------------- | -------- | --------------------------------------------------------------- | ----------------- | --------------------------- |
| 編號                         | 寬度     | 用途 （由前至後，分隔用「；」，同一位置用「、」）               | 城巴              | 九巴                        |
| 直向並排車坑分佈（由西至東） |          |                                                                 |                   |                             |
| 1                            | 單坑     | 專線小巴62A                                                     | -                 | -                           |
| 2                            | 單坑     | 專線小巴61                                                      | -                 | -                           |
| 3                            | 雙坑     | 過海的士站                                                      | -                 | -                           |
| 4                            | 雙坑通道 | 公眾車道                                                        | -                 | -                           |
| 5                            | 雙坑     | 8P、82X                                                         | 1382L             | -                           |
| 6                            | 單坑     | 82                                                              | 1382M             | -                           |
| 橫向並排車坑分佈（由北至南） |          |                                                                 |                   |                             |
| 1                            | 雙坑通道 | 的士站／公眾通道                                                | -                 | -                           |
| 2                            | 雙坑通道 | 608P、976A、A12、N8X、NA12； 49X、314、N118； 8H、82S、88X、N8P | 1382E 1382B 1382N | SI02-T-1000-0 SI02-T-1050-0 |
| 3                            | 單坑     | 106、106P                                                       | 1382Q             | SI02-T-1050-0               |
| 4                            | 單坑     | 118、118P                                                       | 1382J             | SI02-T-1200-0               |
| 5                            | 單坑     | 606、606X                                                       | 1382G             | -                           |
| 6                            | 單坑     | 788                                                             | 1382H             | -                           |
| 7                            | 單坑     | 789                                                             | 1382I             | -                           |
| 8                            | 三坑     | 8X、85                                                          | 1382D             | -                           |

## 過往路線
- 新巴8號線
- 城巴8S線
- 新巴N8線
- 新巴82M線
- 新巴84M線
- 新巴84S線
- 新巴308線
- 城巴19線
- 城巴314S線
- 城巴N314線
- 新巴319線
- 城巴529P線
- 過海隧道巴士606A線
- 過海隧道巴士606P線
- 過海隧道巴士698R線
- 城巴780線
- 城巴780R線
- 過海隧道巴士802線
- 城巴P12線

## 相關事件
- 2011年12月27日晚上：一輛行走城巴8X線的丹尼士巨龍（858／GS3788）在此站入口撞倒一名已下班並替另一輛倒駛的巴士「睇位」的新巴車長，送院後不治。

## 外部連結
- 小西灣（藍灣半島）總站 （页面存档备份，存于），城巴
- 九巴 （页面存档备份，存于）